# Ortaffa
Ortaffa település Franciaországban, Pyrénées-Orientales megyében. Lakosainak száma 1889 fő (2022. január 1.). Ortaffa Elne, Palau-del-Vidre, Saint-Génis-des-Fontaines, Brouilla és Bages községekkel határos.

## Földrajz

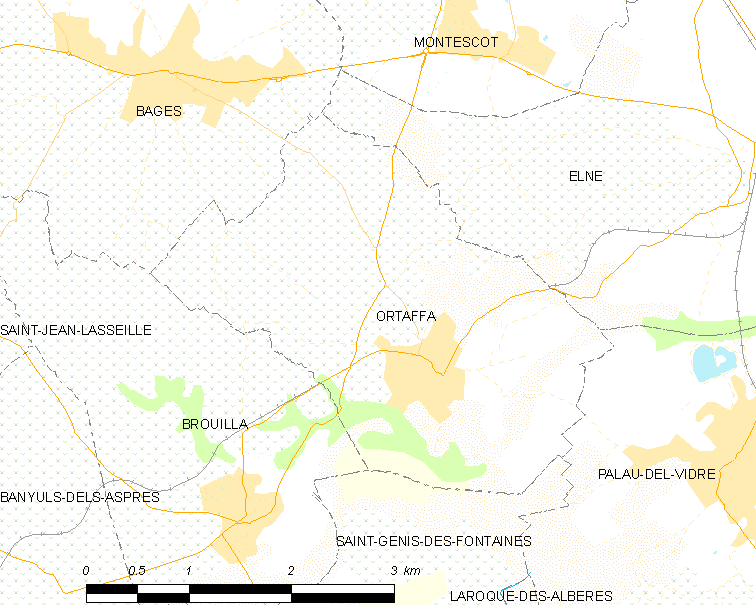
Ortaffa és környéke

## Népesség
A település népességének változása:
| Lakosok száma | 1245 | 1374 | 1443 | 1481 | 1537 | 1591 | 1700 | 1798 | 1889 |
|               | 2013 | 2015 | 2016 | 2017 | 2018 | 2019 | 2020 | 2021 | 2022 |